# Фукуока, Масааки
Масааки Фукуока (яп. 福岡 政章; род. 12 июля 1984, Кумамото) — японский дзюдоист, чемпион и призёр чемпионатов Японии, призёр чемпионатов Азии и мира.

## Карьера
Выступал в полулёгкой весовой категории (до 66 кг). Чемпион (2013), серебряный (2007, 2009, 2010) и бронзовый (2012, 2014) призёр чемпионатов Японии. Бронзовый призёр летней Универсиады 2009 года в Белграде. В 2013 году стал серебряным призёром чемпионата Азии в Бангкоке. Бронзовый призёр чемпионата мира 2013 года в Рио-де-Жанейро.